# مالتوز

صوة ثلاثية الأبعاد (I) وتشكل الكرسي (II) لجزيئة المالتوز

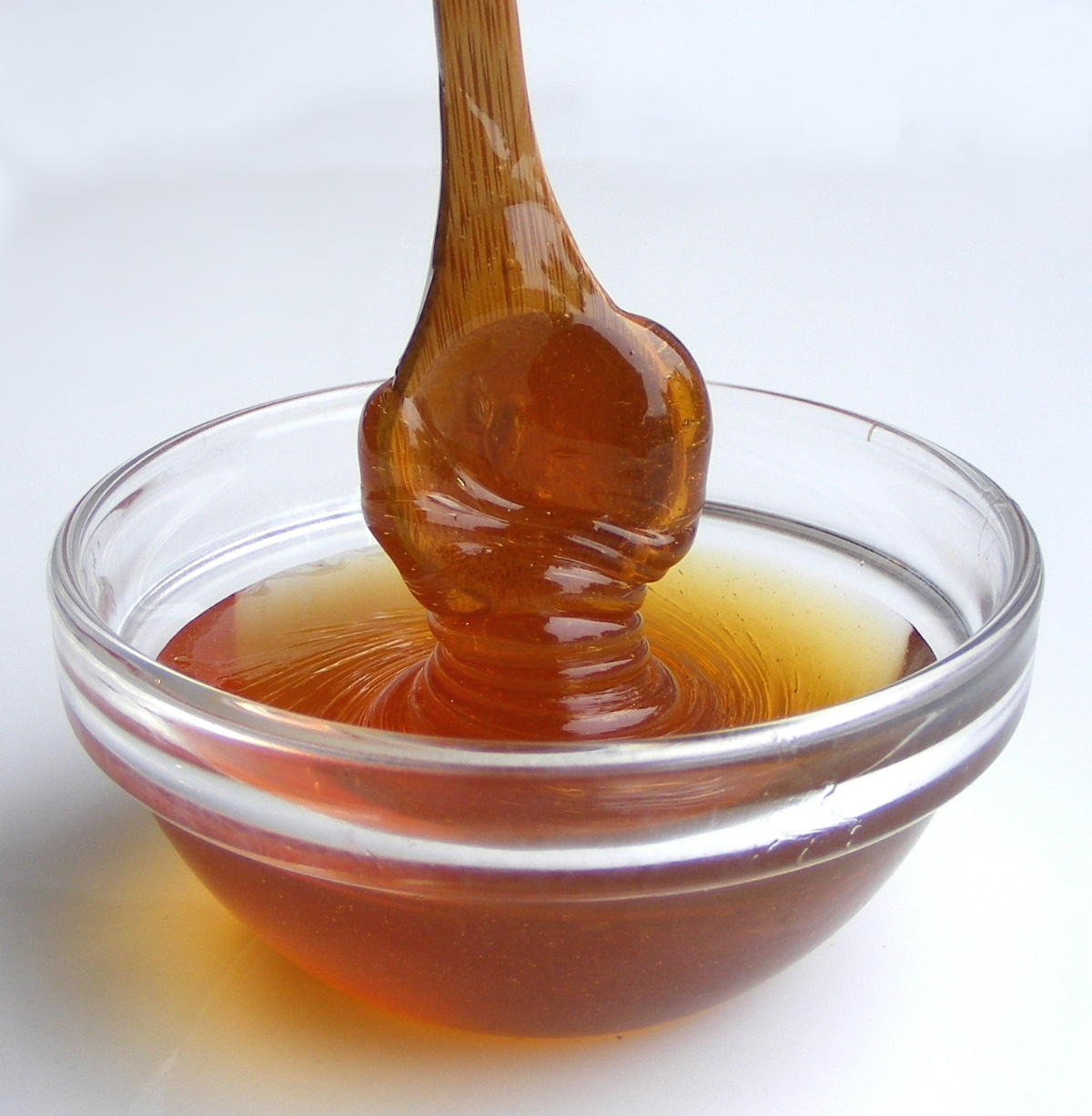
شراب المالتوز (Maltose syrup)

المالتوز أو كما يُعرب بالخطأ (سُكَّرُ الشَّعِير -Malt Sugar) (باللاتينية: Maltosum) عبارة عن سكر ثنائي ناتج عن اتحاد وحدتين من الجلوكوز. ترتبط برابطة (α(1→4 ومظهره الخارجي في صورة بودرة بيضاء.
في ايزومير (تصاوغ) ايزومالتوز، إثنين من جزيئات الجلوكوز ترتبط لرابطة (α(1→6. المالتوز هو  العضو المكون من وحدتين من سلسلة الأميلوز المتجانسة، الشكل الهيكلي الرئيسي للنشا. عندما يكسر أنزيم الألفا أميلاز (alpha-amylase) النشأ، يزيل وحدتي جلوكوز في وقت واحد، مشكلين بذلك المالتوز. مثالا على هذا التفاعل نلاحظه في إنبات البذور، ولهذا سمي على اسم الشعير (سكر الشعير)، على عكس السكروز ، فهو سكر مختزل.

## تاريخ
المالتوز اكتشف بواسطة أوغستين بيير دوبرنفاوت (Augustin-Pierre Dubrunfaut)، بالرغم من أن هذا الإكتشاف لم يحظى لإقبال كبير إلى أن تم تأكيده في سنة 1872 بواسطة كيميائي أيرلندي ومصنع الخمر كورنيليوس أوسوليفان (Cornelius O'Sullivan)، واسم المالتوز يأتي من إسم الشعير باللغة الإنجليزية (malt) ملحوق بكلمة "اوز" (-ose) حيث يستخدم ها الأخير في أسماء السكريات.
صنع واستخدام المالتوز في الصين يعود إلى عهد أسرة شانغ (Shang dynasty) سنة 1150 قبل الميلاد. في اليابان استعمال المالتوز تم رصده منذ فترة الإمبراطور جيمو (Emperor Jimmu) 660 قبل الميلاد.

[بحاجة لمصدر]

## البنية
المالتوز سكر ثنائي، صيغته الجزيئية هي C12H22O11 وكثلته المولية هي 342.296غ/مول. يتكون المالتوز بعد اتحاد وحدتين من الجلوكوز برابطة من نوع(α(1→4 لذا فقد يطلق عليه أحيانا اسم ثنائي الجلوكوز.
يعتبر المالتوز ثاني مركب من سلسلة بيوكميائية مهمة من الجلوكوز، حيث عند إضافة وحدة جلوكوز أخرى للمالتوز يصبح مالتريوز، ثم مالتتروز إلى آخره. تسمى أحيانا الجزيئات ذاة سلسلة طويلة من الجلوكوز بمتعددة المالتوز. ينتج المالتوز عن حملهة أنزيمية للنشا بواسطة الأميلاز.

## خواص فزيائية
ينصهر المالتوز في درجة حرارة تتراوح بين 102 °C و103 °C وتبلغ انحلاليته بالماء 1.080غ/سم³.

## خاصيات كيميائية
مثل الجلوكوز، المالتوز سكر مختزل، أي أن واحد من غلوكوزي المالتوز يملك نهاية مختزلة، الواحد الأخر لا يملكها بسبب طبيعة الرابطة الجلايكوسيدية. يمكن تكسير المالتوز إلى جلوكوز بواسطة إنزيم المالتاز ، الذي يحفز التحلل المائي للرابطة الجليكوسيدية. الرابطة بين الكربون C1 وC4 غلوكوزية قابلة للحلمهة في وسط حمضي بواسطة أنزيم الهيدرولاز.
المالتوز في محلول مائي يعرض دوران تبدّلي (mutarotation)، لأن ايزوميرات α وβ التي يتم تشكيلها من خلال المطابقات المختلفة للكربون الشاذ  له دورات محددة مختلفة، وفي المحاليل المائية ، يكون هذان الشكلان في حالة توازن. يمكن بسهولة اكتشاف المالتوز بواسطة إختبار وولك Woehlk أو إختبار فيرون Fearon's على ميثيلامين (methylamine).
لديه طعم حلو، ولكن حلو بنسبة 30-60% بمقارنته مع السكر، بناءا على تركيزه. 10% من محلول المالتوز حلو بنسبة 35% مقارنة بالسكروز.

## المالتوز كطعام
للماتوز طعم حلو، نصف حلاوة الجلوكوز وخٌمس حلاوة الفركتوز

## الحلمهة
تتم حلمهة المالتوز في الجسم الحي بواسطة أنزيم المالتاز حيث يحوله إلى جزيئتي غلوكوز (1مول من المالتوز--> 2مول من الغلوكوز).
للحصول على نفس النتيجة في المختبرات يتم كسر الروابط بواسطة حمض قوي.
خصائص